# Languages of the World/Materials
Languages of the World/Materials  (LWM) ist eine monographische Reihe mit Materialien zu den Sprachen der Welt. Sie umfasst ein breites Spektrum von Sprachen aus verschiedenen Sprachfamilien und geografischen Regionen, darunter Sprachen aus Afrika, Amerika, Asien und dem Pazifik.

## Kurzeinführung
Die überwiegend englischsprachige Reihe richtet sich an Linguisten, Sprachforscher und Pädagogen, die mehr über weniger bekannte Sprachen erfahren und die sprachliche Vielfalt bewahren wollen. Die Reihe ist eine Sammlung von linguistischen Ressourcen, die beschreibende Grammatiken von weniger bekannten Sprachen aus aller Welt enthält.
Die Reihe ist eine Unterreihe der LINCOM Descriptive Grammar Series. Die Reihe wird seit 1993 von der LINCOM GmbH in München herausgegeben, einem Verlag, der sich auf Linguistik und Sprachmaterialien spezialisiert hat. Sie umfasst inzwischen über 515 Bandnummern (Stand:25. März 2023).
Die LWM-Reihe gibt einen Überblick über die grundlegenden grammatikalischen Strukturen von Sprachen aus allen Kontinenten. Sie umfasst Grammatiken zu modernen und klassischen Sprachen, großen und kleinen Sprachen, Dialekten und „gefährdeten“ Sprachen. Mehrere dieser Grammatiken sind die ersten grammatikalischen Dokumente der jeweiligen Sprache überhaupt.
Einen Schwerpunkt bildet die Dokumentation der Grammatiken von Sprachen, die vom Aussterben bedroht sind, oft aufgrund des Vordringens der dominanten Sprachen und Kulturen.
Jeder Band der LWM-Reihe bietet eine umfassende und detaillierte Beschreibung der Phonetik/Phonologie, Morphologie, Syntax und Semantik der Sprache sowie Informationen über ihren soziolinguistischen Kontext und kulturellen Hintergrund.
Die Reihe ist eine wichtige Ressource für die linguistische Forschung und die Bemühungen um den Erhalt der Sprachenvielfalt. Durch die Dokumentation der Grammatiken gefährdeter Sprachen trägt die Reihe dazu bei, das sprachliche und kulturelle Erbe dieser Gemeinschaften zu bewahren und es einem breiteren Publikum von Wissenschaftlern und Sprachliebhabern zugänglich zu machen.
Die Reihe vermittelt dem Leser einen Eindruck von der Vielfalt der menschlichen Sprache im Allgemeinen, sie ist eine wichtige Ressource für die linguistische Forschung und die Bemühungen um den Erhalt der Sprachenvielfalt. Durch die Dokumentation der Grammatiken gefährdeter Sprachen trägt die Reihe dazu bei, das sprachliche und kulturelle Erbe dieser Gemeinschaften zu bewahren und es einem breiteren Publikum von Wissenschaftlern und Sprachliebhabern zugänglich zu machen.
Die folgende Übersicht zu den Bänden liefert Angaben zur Bandnummer, Sprache, Verfasser u. a., sie erhebt keinen Anspruch auf Aktualität oder Vollständigkeit:

## Bände (Auswahl)
- LWM 01: Ge'ez (Classical Ethiopic). Stefan Weninger
- LWM 02: Kwamera. Lamont Lindstrom and John Lynch
- LWM 03: Mbalanhu. David J. Fourie
- LWM 05: Ukrainian. Andrii Danylenko & Serhii Vakulenko
- LWM 06: Cantonese. Siew-Yue Killingley
- LWM 07: Koptisch - Ein Leitfaden durch das Saïdische. Andrea Eberle unter Mitarbeit von Regine Schulz. Ludwig-Maximilians-Universität München / The Walters Art Museum, Baltimore
- LWM 10: Koiari. Tom Dutton
- LWM 11: Gunin (Kwini). William McGregor
- LWM 12: Even. Andrei L. Malchukov
- LWM 18: Sanskrit. Dermot Killingley and Siew-Yue Killingley
- LWM 19: Ixtenco Otomí. Yolandra Lastra
- LWM 20: Maori. Ray Harlow
- LWM 21: Chadian Arabic. Samir Abu-Absi
- LWM 22: Modern Eastern Armenian. Natalia Kozintseva
- LWM 27: Passamaquoddy-Maliseet. Robert Leavitt
- LWM 28: Rural Palestinian Arabic (Abu Shusha dialect). Kimary N. Shahin
- LWM 30: Northern Sotho. Louis J. Louwrens, Ingeborg M. Kosch and Albert E. Kotzé
- LWM 31: Saliba. Ulrike Mosel
- LWM 34: Sinhala. James W. Gair and John Paolillo
- LWM 50: Zulu. G. Poulos and S. Bosch. University of South Africa
- LWM 58: Tokelauan. Robin Hooper
- LWM 59: Kunama. Lionel M. Bender
- LWM 63: Divehi (Maldivian). Bruce D. Cain and James W. Gair
- LWM 64: Dogon. Vladimir Plungian
- LWM 65: Corse. Mathée Giacomo-Marcellesi
- LWM 66: Bulgare. Jack Feuillet
- LWM 68: Sumerian. John Hayes
- LWM 69: Basilicatese. Rainer Bigalke
- LWM 70: El Gallego. José A. Pérez Bouza
- LWM 71: Pima Bajo. Zarina Estrada Fernández
- LWM 74: Abruzzese. Rainer Bigalke
- LWM 80: A Concise Grammar of Guyanese Creole (Creolese). Hubert Devonish & Dahlia Thompson. he University of the West Indies
- LWM 81: Literary Old Babylonian. Shlomo Izre'el (Tel-Aviv University) & Eran Cohen (The Hebrew University, Jerusalem)
- LWM 82: Canaano-Akkadian. Shlomo Izre'el. Tel Aviv University
- LWM 83: Papiamentu. Silvia Kouwenberg and Eric Murray
- LWM 88: Nyulnyul. William McGregor
- LWM 89: Warrwa. William McGregor
- LWM 92: A Grammar of Icari Dargwa. Nina R. Sumbatova & Rasul O. Mutalov. Russian State University of Humanities, Moscow, Daghestanian State University
- LWM 93: Daur. Chaolu Wu (Üjiyedin Chuluu)
- LWM 100: Bare. Alexandra Aikhenvald
- LWM 101: Acadian French. Virginia Motapanyane
- LWM 103: Camling/Chamling. Karen Ebert
- LWM 104: Kodava. Karen Ebert
- LWM 105: Romanes. Daniel Holzinger
- LWM 106: Sepecides - Romani. Petra Cech and Mozes F. Heinschink
- LWM 107: Burgenland-Romani. Dieter W. Halwachs and Michal Wogg
- LWM 108: Kalderaš Romani. Astrid Sabaini / Mozes F. Heinschink / Dieter W. Halwachs. University of Graz
- LWM 109: Karachay. Steve Seegmiller
- LWM 111: Nivkh. Ekaterina Gruzdeva
- LWM 114: Hittite. Silvia Luraghi
- LWM 116: Songhay. Robert Nicolai and Petr Zima
- LWM 117: Macedonian. Victor A. Friedman
- LWM 118: Inor. Berhanu Chamora & Robert Hetzron
- LWM 119: Abkhaz. Viacheslav A. Chirikba. University of Leiden
- LWM 125: Czech. L. Janda & Ch.E. Townsend
- LWM 127: Modern Hebrew. Ora (Rodrigue) Schwarzwald
- LWM 129: Siciliano. Rainer Bigalke
- LWM 130: Ratahan. Nikolaus P. Himmelmann & John U. Wolff
- LWM 133: Tsakhur. Wolfgang Schulze
- LWM 135: Late Cornish. Iwan Wmffre
- LWM 136: The Fyem Language of Northern Nigeria. Daniel Nettle
- LWM 137: Yingkarta. Alan Dench
- LWM 139: Svan. Kevin Tuite
- LWM 141: Evenki. Nadezhda Bulatova and Lenore Grenoble
- LWM 144: Livonian. Christopher Moseley
- LWM 145: Russian. Edna Andrews
- LWM 147: Georgian. Marcello Cherchi

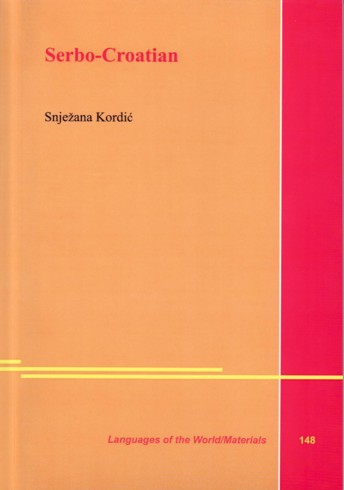
Languages of the World/Materials 148 (2. Auflage 2006)

- LWM 148: Serbo-Croatian. Snježana Kordić
- LWM 152: Central Breton. Iwan Wmffre
- LWM 155: A Grammar of Chagatay. András J. E. Bodrogligeti. University of California, Los Angeles
- LWM 158: Vogul (Mansi). Timothy Riese
- LWM 159: Mandan. Mauricio J. Mixco
- LWM 160: Upper Sorbian. Gunter Schaarschmidt
- LWM 162: A Grammar of Kalaallisut (West Greenlandic Inuttut). Jerrold M. Sadock
- LWM 165: Dàgáárè. A. B. Bodomo. University of Hong Kong
- LWM 170: Tol (Jicaque). Dennis Holt
- LWM 173: Khamnigan Mongol. Juha Janhunen. University of Helsinki
- LWM 179: Toba. Harriet E. Manelis Klein
- LWM 180: Degema. Ethelbert E. Kari. University of Port Harcourt
- LWM 183: Jaqaru. M. J. Hardman
- LWM 184: Madurese. William Davies. University of Iowa
- LWM 185: Kamass. Ago Künnap
- LWM 186: Enets. Ago Künnap
- LWM 190: The Grammar of Esperanto. Christopher Gledhill
- LWM 192: Maipure. Raoul Zamponi. Università degli Studi di Siena
- LWM 193: Kiliwa. Mauricio J. Mixco
- LWM 195: First steps towards a grammar of Makasae. A language of East Timor. Juliette Huber. University of Leiden
- LWM 200: Kabardian (East Circassian). John Colarusso. McMaster University
- LWM 201: Irish. Aidan Doyle
- LWM 204: Ket. Edward J. Vajda
- LWM 207: Damana. Maria Trillos Amaya
- LWM 208: Embera. Daniel Aguirre Licht
- LWM 209: Hiligaynon / Ilonggo. Walter L. Spitz. Rice University
- LWM 212: Udmurt. Eberhard Winkler
- LWM 213: Ancient Greek. Silvia Luraghi, Anna Pompei and Stavros Skopeteas. Università degli Studi di Pavia, Terza Università di Roma, Universität Potsdam
- LWM 217: Latvian. Nicole Nau
- LWM 240: Ura. Terry Crowley. The University of Waikato
- LWM 242: Modern Scots. Alexander Bergs. University of Düsseldorf
- LWM 251: Xakas. Gregory David Anderson. University of Manchester
- LWM 252: Old Saxon. James E. Cathey. University of Massachusetts / Amherst
- LWM 255: Udeghe. Albina H. Girfanova. Institute of Linguistics, Russian Academy of Sciences, St. Petersburg
- LWM 256: Newar (Nepal Bhasa). Austin Hale & Kedar P. Shrestha
- LWM 257: Tyvan. David Harrison and Gregory David Anderson. Yale University, University of Manchester
- LWM 258: Biri. Angela Terrill. Australian National University
- LWM 261: Lingala. Michael Meeuwis. University of Antwerp
- LWM 268: Urak Lawoi’. David Hogan
- LWM 278: Isleño Spanish. Felice Coles. The University of Mississippi
- LWM 299: Faetar. Naomi Nagy. University of New Hampshire
- LWM 301: Oneida. Clifford Abbott. University of Wisconsin - Green Bay
- LWM 302: Sapuan. Pascale Jacq & Paul Sidwell

University of Melbourne	
- LWM 305: Ostyak. Irina Nikolaeva. SOAS, University of London
- LWM 323: Santali. Lukas Neukom
- LWM 325: Pileni. Ashild Naess
- LWM 328: Tobelo. Gary Holton
- LWM 329: Ogbronuagum. Ethelbert Kari
- LWM 330: Grammar of Old Nubian. Gerald M. Browne. University of Illinois at Champaign-Urbana
- LWM 333: Wolof. Fallou Ngom
- LWM 338: Old Church Slavonic. Boris Gasparov
- LWM 340: Kunming Chinese. Ming Chao Gui
- LWM 341: Warembori. Mark Donohue
- LWM 344: A Grammar of Mandarin Chinese. Hua Lin
- LWM 345: Chichewa. Mayrene Bentley & Andrew Kulemeka
- LWM 348: Persian. Yavar Dehghani
- LWM 366: Pech (Paya). Dennis Holt
- LWM 369: Sundanese. Franz Müller-Gotama
- LWM 370: Grammar and Texts of the Yugambeh-Bundjalung dialect chain in Eastern Australia. Margaret Sharpe. The University of New England
- LWM 371: The Sabellic Languages of Ancient Italy. Rex E. Wallace. University of Massachusetts Amherst
- LWM 372: Tundra Yukaghir. Elena Maslova
- LWM 376: Mapudungun. Fernando Zúñiga
- LWM 377: Peking Mandarin. Dingxu Shi. he Hong Kong Polytechnic University
- LWM 380: Northern Talysh. Wolfgang Schulze
- LWM 382: Danish. Michael Herslund
- LWM 384: Bagri. Lakhan Gusain
- LWM 385: Shekhawati. Lakhan Gusain
- LWM 386: Mewati. Lakhan Gusain
- LWM 388: A Short Grammar of Tetun Dili. C. Williams-van Klinken, J. Hajek & R. Nordlinger
- LWM 393: Polish. Ronald Feldstein & Steven Franks. Indiana University, Bloomington
- LWM 401: Scottish Gaelic. William Lamb
- LWM 411: The Bisu Language. Xu Shixuan
- LWM 415: Rotuman. Marit Vamarasi. Northeastern Illinois University
- LWM 416: Ndebele. Claire Bowern and Victoria Lotridge (eds.). Harvard University
- LWM 417: Kazak. Dávid Somfai Kara
- LWM 418: Written Oirat. Attila Rákos
- LWM 419: Darkhat. Csaba Gáspár. ELTE University (Budapest), Department of Inner Asian Studies
- LWM 421: Low German. Yaron Matras and Gertrud Reershemius
- LWM 423: Kyrgyz. Dávid Somfai Kara
- LWM 425: A Grammar of Chingoni. Deo Ngonyani. Michigan State University
- LWM 426: Lakota. Bruce Ingham
- LWM 427: Marwari. Lakhan Gusain. University of Michigan, Ann Arbor
- LWM 428: Betoi. Raoul Zamponi. Università degli Studi di Siena
- LWM 429: Classical Mongolian. Alice Sárközi. University Eötvös Loránd, Budapest
- LWM 430: Modern Mohegan. Julian Granberry. Native American Language Services
- LWM 431: Mewari. Lakhan Gusain. Johns Hopkins University
- LWM 432: Upper Necaxa Totonac. David Beck. University of Alberta
- LWM 433: Mochica. Even Hovdhaugen. University of Oslo
- LWM 434: Manx. John D. Phillips. Yamaguchi University
- LWM 435: Dhundhari. Lakhan Gusain. Johns Hopkins University, Washington, DC
- LWM 438 (2nd ed.): Modern Chitimacha (Sitimaxa). Revised Edition. The Sitimaxa Language Committee. Compiled & edited by Julian Granberry
- LWM 439: Standard Lithuanian. Ian Press. University of St. Andrews
- LWM 440: Standard Breton. Ian Press. University of St. Andrews
- LWM 441: Marathi. Kashi Wali. Syracuse University
- LWM 442: Tajik. Shinji Ido. University of Sydney
- LWM 451: A Descriptive Grammar of San Bartolomé Zoogocho Zapote. Aaron Huey Sonnenschein. California State University, Northridge
- LWM 452: Lithuanian Romani. Anton Tenser. University of Manchester
- LWM 453: Timbisha (Panamint). John E. McLaughlin. Utah State University
- LWM 454: Dhankute Tamang Grammar. Kedar Prasad Poudel. English Department, Mahendra Multiple Campus, Dharan, Nepal
- LWM 455: The Tujia Language. Cecilia Brassett, Philip Brassett, Meiyan Lu
- LWM 456: Le nashta. Description d’un parler slave de Grèce en voie de disparition. EVANGELIA ADAMOU CNRS/LACITO
- LWM 457: Dolenjska Romani. The dialect of the Dolenjski Roma in Novo Mesto and Bela Krajina, Slovenia. Petra Cech
- LWM 458: Karay (Trakai Dialect). Timur Kocaoğlu, Koç University. In collaboration with Mykolas Firkovicius
- LWM 462: Swiss German. The modern Alemannic vernacular in and around Zurich. Johannes Reese
- LWM 463: Wulguru. A salvage study of a north-eastern Australian language from Townsville Mark Donohue. Monash University
- LWM 465: A Descriptive Grammar of KʌThemnɛ (Temne). Sheikh Umarr Kamarah. Virginia State University
- LWM 466: Wutun. Juha Janhunen, Marja Peltomaa, Erika Sandman, Xiawu Dongzhou. University of Helsinki
- LWM 467: A Grammar of Lamaholot, Eastern Indonesia. The Morphology and Syntax of the Lewoingu Dialect. Kunio Nishiyama & Herman Kelen. Ibaraki University; University of Hawaii
- LWM 468: Kurmanjî Kurdish. Gülşat Aygen. Northern Illinois University
- LWM 469: Grámatica del páez o nasa yuwe. Descripción de una lengua indígena de Colombia. Ingrid Jung. InWEnt, Capacity Building International, Alemania
- LWM 470: Inuktitut. Eine grammatische Skizze. Elke Nowak. Westfälische Wilhelms-Universität Münster
- LWM 472: Efutu Grammar. Samuel Gyasi Obeng. Indiana University
- LWM 473: Ventureño. Ingo Mamet. University of Bonn
- LWM 474: Gramática de la lengua guaymí (ngäbe). Miguel Ángel Quesada Pacheco. Universitetet i Bergen
- LWM 475: Ossetian. Bela Hettich. University of North Dakota
- LWM 476: The Rusyn Language. A Grammar of the Literary Standard of Slovakia with Reference to Lemko and Subcarpathian Rusyn. Stefan M. Pugh. Wright State University
- LWM 477: Crimean Tatar. Darya Kavitskaya. Yale University
- LWM 478: Lengua de Maynas. ms. Egerton 2881 de la British Library. Transcripción y edición preparada por Astrid Alexander-Bakkerus. University of Amsterdam. Con un prólogo de Pieter C. Muysken
- LWM 479: Zazaki/Kirmanckî Kurdish. Gülşat Aygen. Northern Illinois University
- LWM 480: A Grammar of Ajagbe. Eric A Morley. Center for Spoken Language Understanding, Oregon Health & Science University
- LWM 481: Balkan Romani: The dialect of Ajios Athanasios/Greece. Irene Sechidou. Aristotle University of Thessaloniki
- LWM 482: A short grammar of Latgalian. Nicole Nau. Adam Mickiewicz University
- LWM 483: Parsi Gujarati. Vanishing Dialect : Vanishing Culture. Bharati Modi
- LWM 484: Pazar Laz. Balkız Öztürk & Markus A. Pöchtrager (eds.). Boğaziçi University
- LWM 485: A Grammar of Hadoti. Amitabh Vikram Dwivedi. Shri Mata Vaishno Devi University
- LWM 486: A Short Grammar of Alorese (Austronesian). Marian Klamer. Leiden University
- LWM 487: Dusner. Mary Dalrymple & Suriel Mofu. University of Oxford, Universitas Negeri Papua
- LWM 488: Shoshoni Grammar. John E. McLaughlin. Utah State University
- LWM 489: Darai Grammar. Dubi Nanda Dhakal. Tribhuvan University, Nepal
- LWM 490: Khwopa Newar: A Grammar sketch. Dan Raj Regmi. Tribhuvan University
- LWM 491: Meyma’i: A Central Iranian Plateau Dialect. Habib Borjian. Encyclopædia Iranica, Columbia University, New York
- LWM 492: A Grammar of Bhujel. Dan Raj Regmi. Tribhuvan University
- LWM 493: Eastern Nepali Grammar. Kedar Prasad Poudel. English Department, Mahendra Multiple Campus, Dharan, Nepal
- LWM 494: The Raji Dialect of Jowshaqan. Habib Borjian, Encyclopædia Iranica, Columbia University, New York
- LWM 495: A Grammar of Bhadarwahi. Amitabh Vikram Dwivedi. Shri Mata Vaishno Devi University
- LWM 496: A Grammar of Magar Kaike. Ambika Regmi. Tribhuvan University
- LWM 498: Díʔzte: o zapoteco de San Agustín Loxicha, Oaxaca, México. Esbozo gramatical acompañado de cuatro cuentos tradicionales con análisis morfológico y traducción. Mikko Benjamin Salminen. James Cook University
- LWM 499: Mithilanchal Urdu. The Newly Discovered Dialect of Bihar. Mohammad J Warsi. Washington University in St. Louis
- LWM 500: A Grammar of Majhi. Dubi Nanda Dhakal. Tribhuvan University, Nepal
- LWM 501: Sidaama (Sidaamu Afoo). Anbessa Teferra. Tel Aviv University
- LWM 502: A Descriptive Grammar of Bə̀mbələ̀. Gabriel Delmon Djomeni. University of Cape Town
- LWM 503: A Grammar of Onondaga. Michael Barrie. Sogang University
- LWM 504: Zaniza Zapotec. Natalie Operstein. University of California, Fullerton
- LWM 505: A Grammar of Haro. Hirut Wolde-Mariam. Addis Ababa University
- LWM 506: Kisangani Swahili. Choices and Variation in a Multilingual Urban Space. Nico Nassenstein. University of Cologne
- LWM 507: A Grammar of Chhatthare Limbu. Govinda Bahadur Tumbahang. Centre for Nepal and Asian Studies, Tribhuvan University, Kirtipur
- LWM 508: A Reference Grammar of Dhimal. Karnakhar Khatiwada. Tribhuvan University, Nepal
- LWM 509: A Grammar of Dumi. Netra Mani Rai. Tribhuvan University
- LWM 510: A Grammar of Dari. Rebecca Mitchell & Djamal Naser. University of Cambridge; Dari interpreter
- LWM 511: A Grammar of Western Tamang. Dan Raj Regmi & Ambika Regmi. Tribhuvan University
- LWM 512: A Grammar of Sarazi. Ravi Parihar & Amitabh Vikram Dwivedi. Shri Mata Vaishno Devi University
- LWM 513: A Grammar of Thakali. Dan Raj Regmi, Ambika Regmi & Omkar Prasad Gauchan. Tribhuvan University; Tribhuvan University
- LWM 514: Chinyanja of Tanzania. A Grammatical Sketch. Deo S. Ngonyani. Michigan State University
- LWM 515: Bukavu Swahili. A Central  African  Koine. Didier L. Goyvaerts. University of Brussels (VUB) and University of Antwerp (UA)